# Under the Sign of Hell
Under The Sign Of Hell es el tercer álbum de estudio de la banda noruega de black metal Gorgoroth. Fue el primer álbum con el vocalista Pest a pesar de que ya había hecho la mitad de las canciones del álbum anterior Antichrist. El álbum fue relanzado en 1999 por Century Black y nuevamente en 2005 por Season of Mist

## Lista de canciones
Todas las canciones escritas y compuestas por Infernus. 
| N.º   | Título                            | Duración |  |
| 1.    | «Revelation of Doom»              | 3:15     |  |
| 2.    | «Krig»                            | 2:43     |  |
| 3.    | «Funeral Procession»              | 3:01     |  |
| 4.    | «Profetens Åpenbaring»            | 5:20     |  |
| 5.    | «Postludium»                      | 1:34     |  |
| 6.    | «Ødeleggelse og Undergang»        | 4:28     |  |
| 7.    | «Blood Stains the Circle»         | 2:42     |  |
| 8.    | «The Rite of Infernal Invocation» | 6:49     |  |
| 9.    | «The Devil Is Calling»            | 3:01     |  |
| 32:53 |                                   |          |  |

## Miembros
- Infernus - guitarra y bajo (excepto en la canción 1)
- Pest - voz
- Ares - bajo (en la canción 1)
- Grim - batería